# Vilstalsee
Der Vilstalsee ist ein Stausee und Hochwasserrückhaltebecken an der Vils, rund 4 km flussabwärts von Frontenhausen und rund 1 km flussaufwärts von Reisbach, im Gemeindebereich von Marklkofen, unmittelbar südlich der Orte Steinberg und Warth. Grundeigentümer ist der Freistaat Bayern.
Im Nordwesten befindet sich das Freibad Steinberg. Im Osten liegt die so genannte Schweinebucht, wo im Sommer die Surfer ihrem Sport nachgehen. Dieser Seeteil ist wegen seiner geringen Tiefe im Winter für Eissportarten am sichersten.

## Stausee
Der Stausee wurde 1972 bis 1976 vom Wasserwirtschaftsamt Landshut angelegt, primär zum Hochwasserschutz. Weitere Zwecke sind Freizeit und Erholung; der See ist ein Naherholungsgebiet (Bootsverleih, Segeln, Surfen, Schwimmen, Camping). Zur Anlage des Stausees musste die Höfertsmühle an der Vils aufgegeben werden, ein Ortsteil der früheren Gemeinde Reith, die 1972 nach Marklkofen eingegliedert wurde. Zur Volkszählung 1925 hatte die Höfertsmühle noch 10 Einwohner in einem Gebäude.
Der westliche Teil des Sees und der anschließende Bereich mit Wiesen, Gewässern, Röhricht und Gehölzbeständen wurde 1984 zum Naturschutzgebiet "Vilstal bei Marklkofen" erklärt, mit einer Größe von fast 175 ha.
Die Zuflüsse des Sees sind: Vils, Schwimmbach (im Süden), Zitterbach (im Westen); der Abfluss ist allein die Vils (im Osten). Im Normalbetrieb ist der See nur bis zu einem Pegel von 398,80 m ü. NN eingestaut, 9,2 Mio. m³ der insgesamt 9,7 Mio. m³ werden als Hochwasserschutzraum vorgehalten. Die Seefläche beträgt dann 98 ha.

## Bauwerke

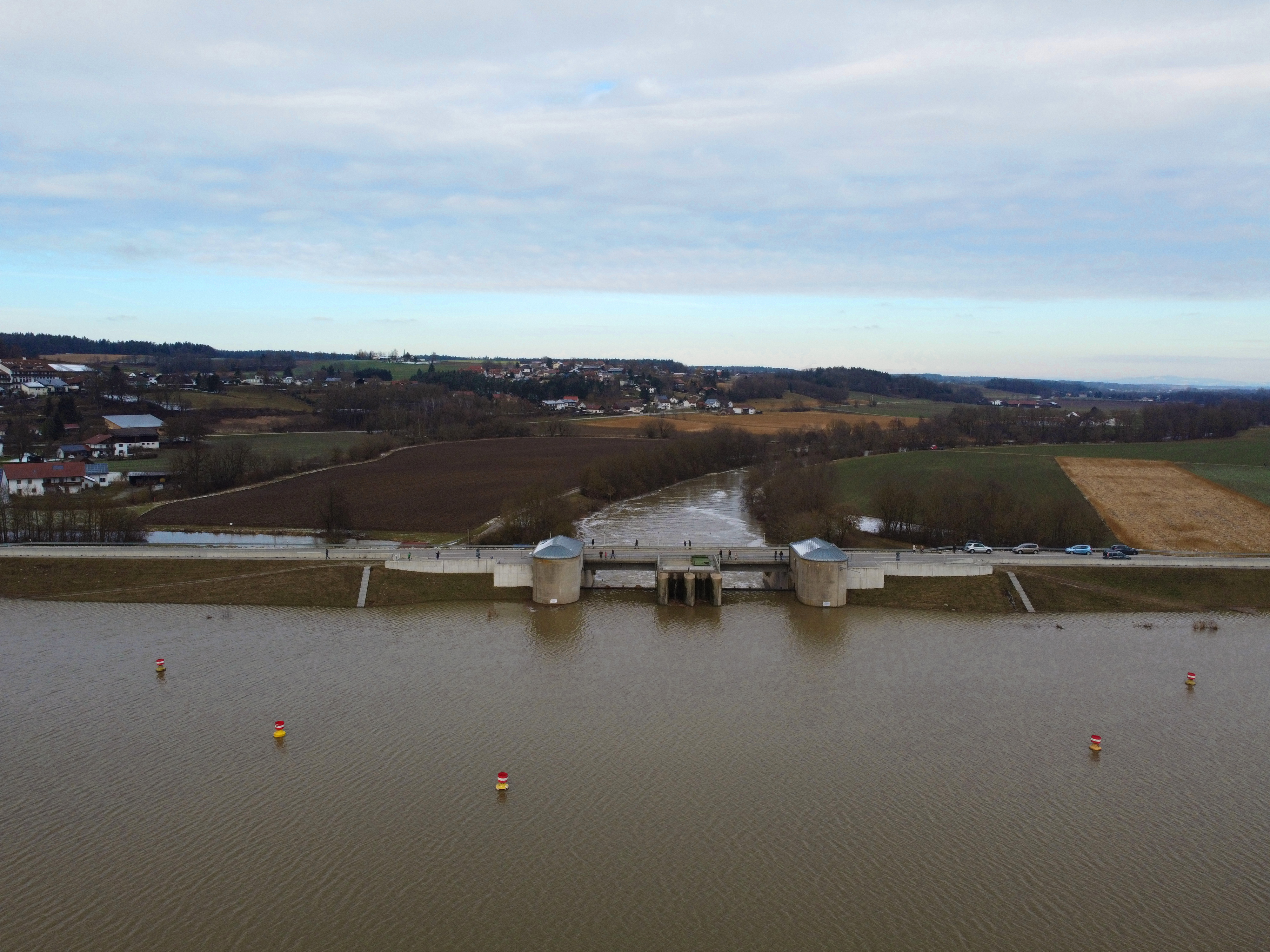
Staubauwerk bei Hochwasser

Das Absperrbauwerk ist ein Staudamm. Sein Überlaufbauwerk ist ein Wehr mit zwei Wehrklappen. Außerdem gibt es zwei Grundablässe und einen Betriebsauslass. Der Untergrund ist mit einer schmalen Schlitzwand zwischen 8 und 12 m tief abgedichtet.

## Umwelt
Im Sommer 2009 und 2020 wurde eine ungewöhnlich starke Verkrautung durch Wasserpflanzen (Makrophyten) festgestellt, die den Segelbetrieb beeinträchtigte und zur Absage von Segelwettbewerben führte.
Durch das starke Pflanzenwachstum im See ist das Gewässer sehr artenreich geworden. Von diesen Pflanzen stehen neun auf der Roten Liste für gefährdete Tiere und Pflanzen in Bayern.
2010 traten weniger Wasserpflanzen auf, auch die Zahl der Arten nahm ab; dafür war das Wachstum fädiger Grünalgen sehr stark. Offensichtlich hatten im Frühjahr 2010 die Algen günstigere Startbedingungen.
Die Funktion Hochwasserrückhaltung ist durch Wasserpflanzen oder Algen nicht beeinträchtigt. So konnte der Vilstalsee am 15. Januar 2010 die Hochwasserspitze der Vils halbieren.